# Bisi Silva
Bisi Silva (29 maggio 1962 – Lagos, 12 febbraio 2019) è stata una critica d'arte nigeriana.

## Biografia
Bisi Silva è stata la fondatrice e direttrice del CCA Lagos (Centre for Contemporary art), un centro d'arte aperto nel 2007 che vanta di una fitta programmazione di esposizioni e promuove la ricerca e la documentazione nel campo dell'arte contemporanea nigeriana. Bisi Silva ha curato diverse mostre sia in Africa che all'estero ed è stata impegnata nel ruolo di co-organizzatrice della Biennale di Dakar, Dak'Art, nel 2006.
Ha scritto per molte riviste internazionali d'arte, tra cui "Artforum", "artinfo.com",  "Art Monthly", "Untitled", "Third Text", "M Metropolis", "Agufon" e per quotidiani nigeriani come "This Day" e "234 Next". Inoltre ha fatto parte della redazione della rivista d'arte  femminista "N Paradoxa".
Bisi Silva insieme ad Isabel Carlos, critica d'arte portoghese, ha partecipato alla selezione degli artisti della terza edizione del Premio Artes Mundi in Galles. Ha inoltre curato "Contact Zone: Contemporary Art from West and North Africa", un progetto avviato nell'ottobre 2007, e "Telling… Contemporary Finnish photography", un'esposizione all'interno della Settima Biennale di Fotografia Africana a Bamako nel 2007.
Nel 2010 ha partecipato a una serie di lectures, panel e tavole rotonde in diverse città degli Stati Uniti tra cui Chicago, Huston, New York, Williamstown e Newark, facenti parti dell'ICI Program (Independent Curators International), portando la sua esperienza di curatrice indipendente tra Africa, Asia ed Europa e incentrando i suoi interventi sull'attuale situazione del sistema curatoriale in continua espansione.
Bisi Silva è morta nel 2019 per un tumore al seno.

## Attività
Vi sono mostre che vedono Bisi Silva impegnata nel ruolo di co-curatrice e altre nel ruolo di curatrice.

### Esposizioni curate
- 2009 In the Light of Play, Durban Art Gallery and Johannesburg Art Fair
- 2009 Chance Encounters, Seven Contemporary Artists from Africa, Sakshi Gallery, Mumbai India e Sakshi Gallery, Taipei, Taiwan
- 2009 Like A Virgin..., Lucy Azubuike (NIG) and Zanele Muholi (SA), CCA, Lagos
- 2008 George Osodi, Paradise Lost: Revisiting the Niger Delta, CCA, Lagos
- 2008 Ndidi Dike, Waka-into-bondage:The Last ¾ Mile, CCA, Lagos

### Esposizioni co-curate
- 2009 Praxis: Art in Times of Uncertainty, Second Thessaloniki Biennale of Contemporary Art, Greece
- 2009 Maputo: A tale of One City, Second Thessaloniki Biennale of Contemporary Art, Greece
- 2007 Contact Zone: Contemporary Art from West and North Africa, National Museum of Mali
- 2007 Telling… Contemporary Finnish photography, Settima Biennale di Fotografia Africana,  Bamako
- 2006 Dak'Art, Biennale di Dakar, Senegal
- 2007 Fela, Ghariokwu Lemi and The Art of the Album Cover, CCA, Lagos